# ماري ماكهنري كيث
ماري ماكهنري كيث (بالانجليزية: Mary McHenry Keith) (من مواليد: 1855-1947)، محامية أمريكية ومدافعة عن العدالة الاجتماعية اشتهرت بشكل خاص بنشاطها في حق المرأة في الاقتراع وحركات حقوق الحيوان. بصفتها أرملة الفنان ويليام كيث، تم الاحتفال بها أيضًا لعملها في فهرسة أعماله المجمعة والحفاظ عليها ومشاركتها.

## نشاطها النسوي

### الجهود الأولى
كطالبة جامعية، ورد أن ماري ماكهنري كانت جزءًا من حركة إصلاح ملابس العصر الفيكتوري للفت الانتباه إلى الطرق التي تقيد بها ملابس المرأة قدراتها على المشاركة ضمن مجموعة كاملة من الأنشطة المتاحة لزملائها الذكور بشكل مريح وفعال. تناولت كيث قضية التعليم المختلط أثناء عملها كرئيسة جمعية الخريجين الجامعيين قبل أن تتحول للدفاع عن قضايا الاقتراع للمرأة في عام 1891. إن رغبتها في دعم التنمية الكاملة للمرأة وإيمانها بأنه من واجب المرأة أن تقوم بالمشاركة المجتمعية هما من العوامل الأساسية التي دفعتها للمشاركة في المنظمات النسائية الناشطة.
بعد زواجها وتخليها عن عملها في القانون، تمكنت ماري ماكهنري كيث من تكريس المزيد من الوقت لممارسة نشاطاتها بما في ذلك تعزيز حق المرأة في الاقتراع ومناهضة العبودية والدعارة. بحلول أوائل تسعينيات القرن التاسع عشر، تقلدت منصب محاضرة بارزة وعضوًا في نادي بيركلي للمساواة السياسية وشغلت منصب رئيسة النادي ابتداءًا من عام 1902. مع وجود أكثر من 200 عضو، عُدّ نادي بيركلي للمساواة السياسية أحد أكبر منظمات الاقتراع في كاليفورنيا وفي جميع أنحاء الساحل الغربي للولايات المتحدة.

### نشاطها في دعم حق الاقتراع، 1895-1901
كانت كيث من منظمي اجتماع عام 1895 للكونغرس النسائي الذي عُقد في بيركلي، حيث وضع سكان كاليفورنيا استراتيجيةً خاصة لكيفية الدفاع عن حق المرأة في الاقتراع في الولاية وربط عملهم بجهود الاقتراع الوطنية. ورد أن قامت سوزان أنتوني بزيارة عائلة كيث في منزلهم أثناء حضورها اجتماع الكونغرس. بعد ذلك بوقت قصير، بدأت كيث وأنتوني مراسلات منتظمة حول حق الاقتراع وقضايا حقوق المرأة الأخرى حتى وفاة أنتوني في عام 1906.
يقال أيضًا أن ماري كيث قد قابلت إليزابيث كادي ستانتون لأول مرة في عام 1871، لكنهما أصبحتا صديقتين بعد زيارة ستانتون، برفقة آنا هوارد شو، مؤتمر الاقتراع في ولاية كاليفورنيا في سان فرانسيسكو في عام 1895 إلى جانب العديد من أنشطة الاقتراع الأخرى في الولاية. مثلما الأمر مع أنتوني، انخرطت ماري كيث في مراسلات منتظمة مع ستانتون طوال حملات الاقتراع. بعد صداقات ماري كيث وزوجها مع عالِم الطبيعة والفنان جون موير والمعلم جون سويت وزوجته ماري لويز سويت، أصبحوا شبكة من سكان كاليفورنيا الذين طورت ستانتون صداقات معهم خلال زياراتها إلى كاليفورنيا، وغالبًا ما كانت تقيم مع عائلة كيث في بيركلي. روجت ماري لويز سويت لحق الاقتراع من خلال أدوارها القيادية في نادي مارتينيز للمساواة في الاقتراع، بينما اكتسبت ماري كيث شهرة خاصة في المنظمات التي تتخذ من بيركلي مقرًا لها.
على الرغم من أن حملة الاقتراع عام 1896 في كاليفورنيا لم تلقى النجاح، إلا أن كيث قد واصلت العمل من خلال نادي بيركلي للمساواة السياسية لتجنيد المزيد من مؤيدي حق الاقتراع من خلال المحاضرات والضغط على سياسيي الولاية. في عام 1901، شجعت كاري تشابمان كات، رئيسة الجمعية الوطنية الأمريكية لحق الاقتراع، المنظمات المحلية على توسيع جهودها، ما دفع كيث إلى إحياء عضوية نادي بيركلي للمساواة السياسية والبدء بتوسيعه. يُنسب إلى كيث الفضل في إلهام النساء للانضمام إلى المنظمات النسائية والفئات الاجتماعية من أجل تحسين الصورة الشخصية والمجتمعية والمساعدة في التأثير عليهن في قضية حق المرأة في الاقتراع. بصفتها من عناصر هذا العمل، بذلت كيث جهودها للحصول على دعم النساء والرجال المؤثرين الذين يمكنهم تقديم أصواتهم ومواردهم المالية للقضية. تعكس المراسلات بين كيث وسوزان أنتوني في عام 1900 جهود كيث لتجنيد فاعلة الخير فيبي هارست (أرملة جورج هارست ووالدة ويليام راندولف هارست) معها. أثبت عملها نجاحه، حيث دافعت هارست بقوة عن حق الاقتراع قبل تصويت الولاية عام 1911.